# Louis Ternynck
Louis Ternynck, né le 11 juillet 1892 et mort le 19 janvier 1962, est un homme politique français.

## Détail des fonctions et des mandats
Mandat parlementaire
- 7 novembre 1948 - 19 juin 1955 : Sénateur de l'Aisne